# Millennium (album des Backstreet Boys)
Pour les articles homonymes, voir Millennium.
Albums de Backstreet Boys
Backstreet Boys
(1997) Black & Blue
(2000)
Singles
1. I Want It That Way
Sortie : 12 avril 1999
2. Larger than Life
Sortie : 3 septembre 1999
3. Show Me the Meaning of Being Lonely
Sortie : 10 décembre 1999
4. The One
Sortie : 30 mai 2000

Millennium est le troisième album du groupe américain Backstreet Boys sorti en 1999. Cet album a eu un énorme succès commercial puisqu'il s'est vendu entre 24 et 40 millions d'exemplaires selon les sources,,. C'est l'album le plus vendu en 1999 devant ...Baby One More Time de Britney Spears.

## Liste des titres
| No  | Titre                               | Auteur                                      | Réalisateur(s)                  | Durée |
| --- | ----------------------------------- | ------------------------------------------- | ------------------------------- | ----- |
| 1.  | Larger than Life                    | Max Martin, Kristian Lundin, Brian Littrell | Kristian Lundin                 | 3:52  |
| 2.  | I Want It That Way                  | Martin, Andreas Carlsson                    | Max Martin; Lundin              | 3:33  |
| 3.  | Show Me the Meaning of Being Lonely | Martin, Herbert Crichlow                    | Martin; Lundin                  | 3:54  |
| 4.  | It's Gotta Be You                   | Martin, Robert John "Mutt" Lange            | Martin; Rami Yacoub             | 2:57  |
| 5.  | I Need You Tonight                  | Andrew Fromm                                | Robert John "Mutt" Lange        | 4:23  |
| 6.  | Don't Want You Back                 | Martin                                      | Martin; Yacoub                  | 3:25  |
| 7.  | Don't Wanna Lose You Now            | Martin                                      | Martin; Yacoub                  | 3:54  |
| 8.  | The One                             | Martin, Littrell                            | Martin; Lundin                  | 3:46  |
| 9.  | Back to Your Heart                  | Gary Baker, Jason Blume, Kevin Richardson   | Stephen Lipson                  | 4:21  |
| 10. | Spanish Eyes                        | Fromm, Sandy Linzer                         | Timmy Allen; Mattias Gustafsson | 3:53  |
| 11. | No One Else Comes Close             | Gary Baker, Wayne Perry, Joe Thomas         | Allen; Edwin "Tony" Nicholas    | 3:42  |
| 12. | The Perfect Fan                     | Littrell, Thomas Smith                      | Eric Foster White               | 4:13  |

| 13. | I'll Be There for You      | Gary Baker, Timmy Allen, Wayne Perry |  | 4:35 |
| 14. | You Wrote the Book on Love |                                      |  | 4:38 |

| 13. | I'll Be There for You   | Gary Baker, Timmy Allen, Wayne Perry |  | 4:35 |
| 14. | If You Knew What I Knew |                                      |  | 4:16 |

| 13. | My Heart Stays with You |  |  | 3:38 |

| 13. | I'll Be There for You                                   | Gary Baker, Timmy Allen, Wayne Perry |  | 4:35 |
| 14. | My Heart Stays with You                                 |                                      |  | 3:38 |
| 15. | Christmas Time                                          |                                      |  | 4:03 |
| 16. | As Long as You Love Me (Unplugged)                      |                                      |  | 3:33 |
| 17. | Quit Playing Games (With My Heart) (E-Smoove Vocal Mix) |                                      |  | 6:47 |

| 1. | Larger than Life (The Video Mix) |  |  | 3:56 |
| 2. | Larger than Life (Instrumental)  |  |  | 3:56 |
| 3. | If You Knew What I Knew          |  |  | 5:03 |

| 1. | Larger than Life (Eclipse's New Life Mix)                                    |  |  |  |
| 2. | Larger than Life (Keith Litman Club Mix)                                     |  |  |  |
| 3. | Larger than Life (Jazzy Jim's Bonus Beats)                                   |  |  |  |
| 4. | Larger than Life (Jack D. Elliot Radio Mix)                                  |  |  |  |
| 5. | Show Me the Meaning of Being Lonely (Soul Solution Mixshow Edit)             |  |  |  |
| 6. | Show Me the Meaning of Being Lonely (Jason Nevins Crossover Mix)             |  |  |  |
| 7. | Show Me the Meaning of Being Lonely (Soul Solution House of Lonliness Vocal) |  |  |  |
| 8. | Show Me the Meaning of Being Lonely (Jazzy Jim's Bonus Beats)                |  |  |  |